# تشارلي جيبسون (لاعب كرة قاعدة)
تشارلي جيبسون (بالإنجليزية: Charlie Gibson)‏ هو لاعب كرة قاعدة أمريكي، ولد في 21 نوفمبر 1899 في لاغرانغ في الولايات المتحدة، وتوفي بنفس المكان في 18 ديسمبر 1990.